# Marie Anne Blondin

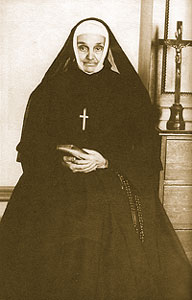
Selige Marie Anne Blondin (1809–1890)

Marie Anne Blondin (* 18. April 1809 in Terrebonne; † 2. Januar 1890 in Lachine) war eine kanadische Lehrerin, die im Jahr 1850 die Kongregation der Schwestern von der heiligen Anna gründete. Sie wird von der katholischen Kirche als Selige verehrt. Ihr Gedenktag ist der 2. Januar.

## Leben
Marie Anne Blondin wurde am 18. April 1809 als Esther Blondin in Terrebonne geboren. Ihre Eltern waren Jean-Baptiste Blondin und Maire-Rose Limoges, die als einfache Landwirte lebten. Im Alter von 20 Jahren nahm Esther eine Stelle als Hausmädchen bei einem ortsansässigen Kaufmann an, um ihre Eltern finanziell zu unterstützen. Kurz darauf fand sie Arbeit bei den Schwestern von der Kongregation Unserer Lieben Frau von Montreal, die in der Pfarrei des Ortes tätig waren. Von den Schwestern wurde ihr Lesen und Schreiben beigebracht, da sie als Kind keine Schule besuchen konnte.
Im Jahr 1833 wurde Esther Blondin im Noviziat der Schwester als Kandidatin aufgenommen, musste es aber bald aus Gesundheitsgründen wieder verlassen. Später im gleichen Jahr nahm sie die Einladung einer anderen ehemaligen Novizin an, die eine kleine Schule in Vaudreuil führte, mit ihr zusammen dort zu unterrichten. Wenige Jahre später übernahm Esther die Schulleitung und bildete Lehrer für die ländlichen Gebiete der Provinz aus.
Im Laufe der Jahre fand Esther Blondin den Grund heraus, warum es so viele Analphabeten im ländlichen Gebiet des französischsprachigen Kanada gab: es gab eine kirchliche Vorschrift, die verbot, dass Kinder von Lehrern des anderen Geschlechts unterrichtet werden. Da sich arme Pfarrgemeinden keine zwei Schulen für Mädchen und Jungen leisten konnten, entschieden viele Pfarrer, überhaupt keine Schule zu haben. Im Jahr 1848 wandte sich Esther an den Bischof von Montreal, Ignace Bourget, mit ihrem Vorhaben, eine neue Kongregation zu gründen, die sich um die Erziehung und Ausbildung von armen Jungen und Mädchen in derselben Schule kümmern sollte.
Trotz der entgegenstehenden Vorschriften der Kirche gab der Bischof sein Einverständnis, da auch die kanadische Regierung diese neue Schulform befürwortete. Einige junge Frauen schlossen sich Esther Blondin an. Am 13. September 1848 wurde das Noviziat eröffnet und am 15. August 1849 erhielt die neue Kongregation den Namen „Töchter der heiligen Anna“. Unter den ersten neun jungen Frauen, die 1849 eingekleidet wurden, war auch Esther Blondin, die sich nun Schwester Marie Anne nannte.
Fünf von diesen Schwestern, darunter auch Schwester Marie Anne, legten am 8. September 1850 ihre Gelübde ab. Nachdem von einem befreundeten Pfarrer eine Geldschuld getilgt worden war, erhielt die neue Kongregation ihren kirchenrechtlichen Status. Schwester Marie Anne Blondin wurde die erste Oberin der Gemeinschaft. Wegen schnell steigender Eintrittszahlen wurde im folgenden Jahr ein neuer Konvent in Sainte-Geneviève gegründet und am 22. August zog der erste Konvent von Vaudreuil nach Saint-Jaques de l’Achigan um.
Zu dieser Zeit ernannte Bischof Bourget den Priester Louis-Adolphe Maréchal zum Spiritual der neuen Kongregation. Maréchal aber ging diktatorisch vor, entschied eigenständig über die Höhe der Schulgebühren und verbot den Schwestern, zu einem anderen Beichtvater als ihm zu gehen.
In dem daraus resultierenden Konflikt zwischen der Oberin und dem Spiritual stellte sich der Bischof auf die Seite des Spirituals. Am 18. August 1854 gab er Mutter Marie Anne die Anweisung, auf ihr Amt als Oberin zu verzichten und Neuwahlen zu machen. Sie sollte auf jede Leitungsposition in der Kongregation verzichten. Im November 1854 wurde sie als Schulleiterin nach Sainte-Geneviève geschickt.
Spiritual Maréchal intrigierte weiter gegen Mutter Marie Anne und kritisierte sie gegenüber der neuen Ordensleitung. Im Oktober 1858 wurde sie schließlich unter Anschuldigung von Misswirtschaft zurück ins Mutterhaus gerufen. Im Jahr 1864 wurde das Mutterhaus nach Lachine verlegt. Auch Mutter Marie Anne zog mit um nach Lachine, wo sie den Rest ihres Lebens mit Aufgaben in der Hauswirtschaft betraut wurde. In den Jahren 1872 und 1878 wurde sie zwar vom Generalkapitel zur Generalassistentin gewählt, wurde aber von den Sitzungen des Generalrates ausgeschlossen.
Mutter Marie Anne nahm diese Behandlung durch die Oberen als göttlichen Willen demütig an und lebte in völliger Verborgenheit im Mutterhaus. Selbst in der Liste der Schwestern wurde sie nicht mehr geführt.
Im Herbst 1889 entwickelte Mutter Marie Anne eine schwere Bronchitis und starb daran am 2. Januar 1890. Kurz vor ihrem Tod versuchte sie noch einmal, sich mit Spiritual Maréchal auszusöhnen. Am 7. Januar 1890 fand das Requiem für sie in dem neu errichteten Heiligtum der heiligen Anna, welches am Mutterhaus gebaut worden war, statt.

## Seligsprechung
Mutter Marie Anne wurde wegen der gegen sie vorgebrachten Vorurteile und Anschuldigungen lange Zeit von der von ihr gegründeten Kongregation ignoriert. Erst 1917 beschäftigte sich ein neuer, junger Spiritual am Mutterhaus mit der Gründerin der Kongregation und hielt Vorträge bei den Schwestern. Dies weckte bei den jungen Schwestern Begeisterung und Verehrung für die Gründerin.
In den 1950er Jahren wurde der Seligsprechungsprozess eingeleitet. 1991 wurde ihr von Papst Johannes Paul II. der heroische Tugendgrad zuerkannt und der Titel „Ehrwürdige Dienerin Gottes“ verliehen. Am 28. Juni 1999 wurde das auf ihre Fürsprache hin geschehene Wunder anerkannt und am 29. April 2001 wurde sie von Papst Johannes Paul II. seliggesprochen.
Ihr Grab befindet sich im Mutterhaus der Kongregation in Lachine, Kanada.

## Gedenktag
Ihr Gedenktag in der Liturgie der katholischen Kirche ist ihr Todestag, der 2. Januar.